# Wivenhoe
Wivenhoe is een civil parish in het bestuurlijke gebied Colchester, in het Engelse graafschap Essex. De plaats telt 7637 inwoners.
De plaats is een bekend vestigingsoord voor kunstenaars. Zo woont de auteur Anthony Everitt in Wivenhoe. Inwoonster van Wivenhoe was ook de actrice Joan Hickson, bekend van haar interpretatie van Agatha Christies romanfiguur Miss Marple.

## Afbeelding

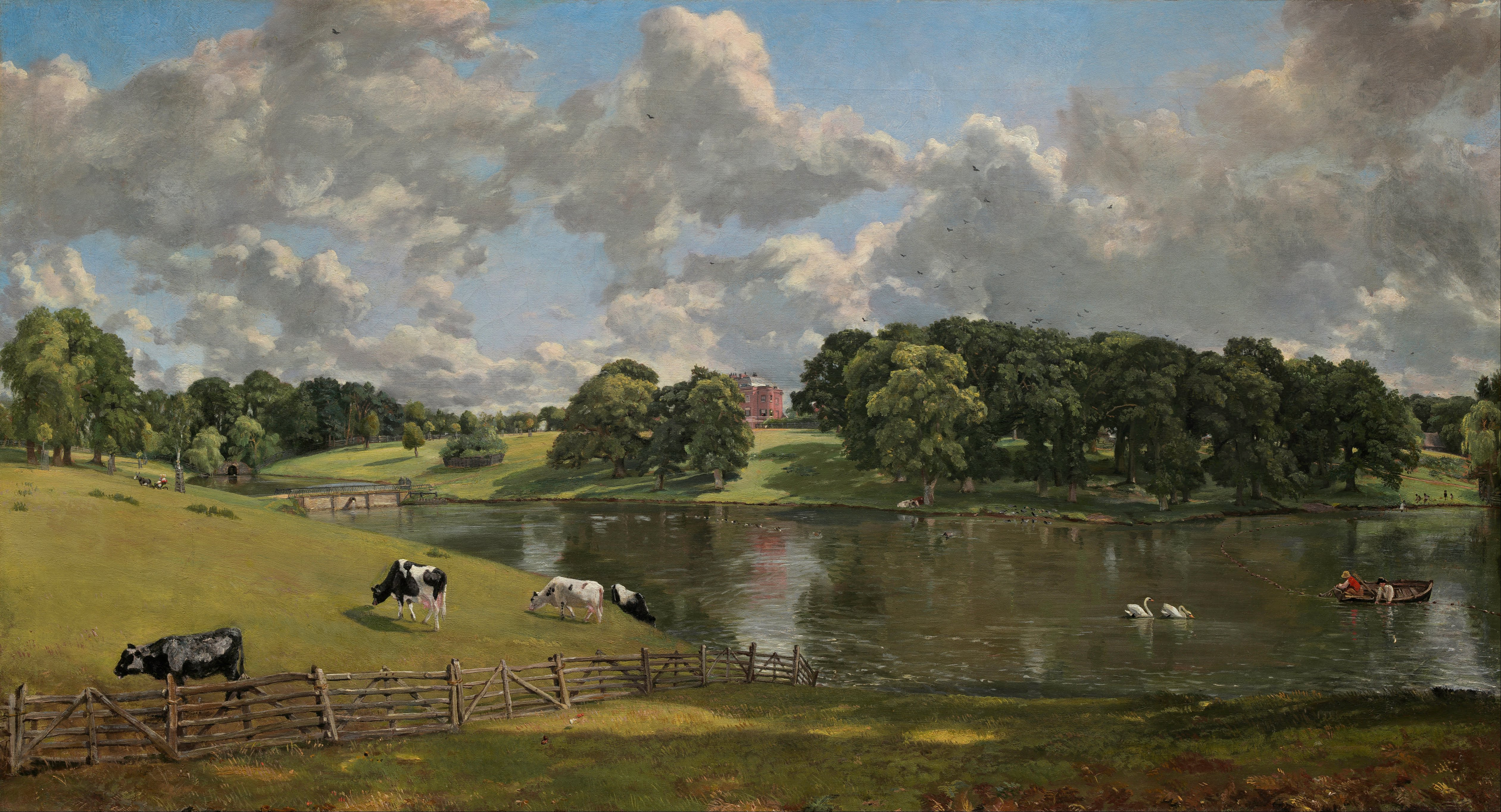
Wivenhoe Park door John Constable